# Liste der Kulturgüter in Riehen
Die Liste der Kulturgüter in Riehen enthält alle Objekte in der Gemeinde Riehen im Kanton Basel-Stadt, die gemäss der Haager Konvention zum Schutz von Kulturgut bei bewaffneten Konflikten, dem Bundesgesetz vom 20. Juni 2014 über den Schutz der Kulturgüter bei bewaffneten Konflikten sowie der Verordnung vom 29. Oktober 2014 über den Schutz der Kulturgüter bei bewaffneten Konflikten unter Schutz stehen.
Objekte der Kategorien A und B sind vollständig in der Liste enthalten, Objekte der Kategorie C fehlen zurzeit (Stand: 1. Januar 2023).

## Kulturgüter
| Foto | | Objekt                                                                                              | Kat. | Typ | Standort                                                         | Beschreibung                                                                                                |
| ---- | --- | --------------------------------------------------------------------------------------------------- | ---- | --- | ---------------------------------------------------------------- | --- |
| ja   | Datei hochladen · Wikidata zu Dorfkirche Riehen (Q1244658)                                                                     | Dorfkirche St. Martin mit Meierhof und Ringbebauung KGS-Nr.: 01900                                  | A    | G   | Kirchplatz 1 / Kirchstrasse 20, 20a 615816 / 270478              | |
| ja   | Datei hochladen · Wikidata zu Wenkenhof (Q1650264)                                                                             | Neuer und Alter Wenkenhof mit Park KGS-Nr.: 01901                                                   | A    | G   | Bettingerstrasse 121 616122 / 269375                             | |
| ja   | Datei hochladen · Wikidata zu Wettsteinhäuser (Q19362846)                                                                      | Wettsteinhäuser KGS-Nr.: 01902                                                                      | A    | G   | Baselstrasse 30, 34 615856 / 270371                              | |
| ja   | Datei hochladen · Wikidata zu Wohnhaus Colnaghi (Q19362847)                                                                    | Wohnhaus Colnaghi KGS-Nr.: 01903                                                                    | A    | G   | Wenkenstrasse 81 616143 / 269715                                 | |
| ja   | Datei hochladen · Wikidata zu Wohnhaus Huber (Q27986591)                                                                       | Wohnhaus Huber KGS-Nr.: 01904                                                                       | A    | G   | Hackbergstrasse 29 615767 / 269236                               | |
| ja   | Datei hochladen · Wikidata zu Wohnhaus Schaeffer-von Déchend (Q19362849)                                                       | Wohnhaus Schaeffer-von Déchend KGS-Nr.: 01905                                                       | A    | G   | Sandreuterweg 44 616299 / 269906                                 | |
| ja   | Datei hochladen · Wikidata zu Friedhof am Hörnli mit Krematorium (Q1457464)                                                    | Friedhof am Hörnli mit Krematorium KGS-Nr.: 01915                                                   | A    | G   | Hörnliallee 70 615156 / 268399                                   | |
| ja   | Datei hochladen · Wikidata zu Fondation Beyeler (Q673833)                                                                      | Fondation Beyeler KGS-Nr.: 08532                                                                    | A    | S   | Baselstrasse 101 615980 / 270849                                 | |
| ja   | Datei hochladen · Wikidata zu Spielzeugmuseum, Dorf- und Rebbaumuseum (Q1700910)                                               | MUKS – Museum Kultur & Spiel KGS-Nr.: 08551                                                         | A    | S   | Baselstrasse 34 615860 / 270400                                  | |
| ja   | Datei hochladen · Wikidata zu Alte Kanzlei (Q29686446)                                                                         | Alte Kanzlei KGS-Nr.: 01906                                                                         | B    | G   | Baselstrasse 43 615875 / 270467                                  | |
| ja   | Datei hochladen · Wikidata zu Barocker Bauernhof (Q29686473)                                                                   | Barocker Bauernhof KGS-Nr.: 01907                                                                   | B    | G   | Spittelmattweg 31 613930 / 269332                                | |
| ja   | Datei hochladen · Wikidata zu Bäumlihof (Q1019311)                                                                             | Bäumlihof mit Garten KGS-Nr.: 01908                                                                 | B    | G   | Äussere Baselstrasse 391 613939 / 268931                         | |
| ja   | Datei hochladen · Wikidata zu Berowergut (Q29686504)                                                                           | Berowergut KGS-Nr.: 01909                                                                           | B    | G   | Baselstrasse 71–77 615916 / 270657                               | |
| BW   | Datei hochladen · Wikidata zu Landwirtschaftliche Anlage (Q29686966)                                                           | Landwirtschaftliche Anlage KGS-Nr.: 01911                                                           | B    | F   | Kirchstrasse 13 (Alte Landvogtei) 615769 / 270451                | |
| ja   | Datei hochladen · Wikidata zu Fischer-Haus (Q29686721)                                                                         | Fischer-Haus KGS-Nr.: 01913                                                                         | B    | G   | Baselstrasse 24 615818 / 270347                                  | |
| ja   | Datei hochladen · Wikidata zu Franziskuskirche (Q29686737)                                                                     | Franziskuskirche KGS-Nr.: 01914                                                                     | B    | G   | Äussere Baselstrasse 170 615202 / 269836                         | 1950 vom Architekten Fritz Metzger erbaut.                                                                  |
| ja   | Datei hochladen · Wikidata zu Glöcklihof mit Cagliostro-Pavillon (Q29686850)                                                   | Glöcklihof mit Cagliostro-Pavillon KGS-Nr.: 01916                                                   | B    | G   | Bettingerstrasse / Äussere Baselstrasse 615732 / 270223          | |
| ja   | Datei hochladen · Wikidata zu Klösterli (Q29686934)                                                                            | Klösterli KGS-Nr.: 01917                                                                            | B    | G   | Kirchstrasse 8 / Kirchplatz 9 615825 / 270447                    | |
| ja   | Datei hochladen · Wikidata zu Landhaus zum Tschäck (Q29686952)                                                                 | Landhaus zum Tschäck (1898, Visscher van Gaasbeek) KGS-Nr.: 01918                                   | B    | G   | Bettingerstrasse 97 615965 / 269819                              | |
| ja   | Datei hochladen · Wikidata zu Le Grandsches Landgut mit Sarasinpark (Q29686982)                                                | Le Grandsches Landgut mit Sarasinpark KGS-Nr.: 01919                                                | B    | G   | Rössligasse / Inzlingerstrasse 63 616156 / 270750                | |
| ja   | Datei hochladen · Wikidata zu Mohrhalde (Q29687038)                                                                            | Mohrhalde (1898, La Roche und Staehelin, Ausstattung Sandreuter) KGS-Nr.: 01921                     | B    | G   | Wenkenstrasse 39 616058 / 269963                                 | |
| BW   | Datei hochladen · Wikidata zu Gallorömischer Tempel (Pfaffenlohweg) (Q29687155)                                                | Gallorömischer Tempel KGS-Nr.: 01922                                                                | B    | F   | Pfaffenlohweg 615288 / 269668                                    | |
| ja   | Datei hochladen · Wikidata zu Stamm- und Mutterhaus der Diakonissen (Q29687247)                                                | Stamm- und Mutterhaus der Diakonissen KGS-Nr.: 01923                                                | B    | G   | Oberdorfstrasse 20 / Schützengasse 51 616246 / 270594            | |
| ja   | Datei hochladen · Wikidata zu Wohnhaus (Q29687267)                                                                             | Wohnhaus (1934, Otto und Walter Senn) KGS-Nr.: 01924                                                | B    | G   | Schnitterweg 40 616309 / 269744                                  | |
| ja   | Datei hochladen · Wikidata zu Wohnhaus Gsell (Q29687286)                                                                       | Wohnhaus Gsell (1935, O.R. Salvisberg) KGS-Nr.: 01925                                               | B    | G   | Dinkelbergstrasse 4 616421 / 269842                              | |
| ja   | Datei hochladen · Wikidata zu Wohnhaus Sandreuter (Q29687303)                                                                  | Wohnhaus Sandreuter (1924, R. Steiger) KGS-Nr.: 01926                                               | B    | G   | Obere Wenkenhofstrasse 29 615858 / 269353                        | |
| ja   | Datei hochladen · Wikidata zu Wohnhaus und Atelier Willi Wenk (Q29687322)                                                      | Wohnhaus und Atelier Willi Wenk KGS-Nr.: 01927                                                      | B    | G   | Mooshaldenweg 5 616392 / 269965                                  | 1926 von den Architekten Paul Artaria und Hans Schmidt für den Künstler Willi Wenk und seine Gattin erbaut. |
| ja   | Datei hochladen · Wikidata zu Iselin-Weber'sches Landgut mit Garten (Q29686918)                                                | Iselin-Weber’sches Landgut mit Garten KGS-Nr.: 10629                                                | B    | G   | Baselstrasse 61, 65 615895 / 270596                              | |
| BW   | Datei hochladen · Wikidata zu Frühmittelalterliches Plattengrab (Q29686770)                                                    | Frühmittelalterliches Plattengrab KGS-Nr.: 13398                                                    | B    | F   | Baselstrasse 55 / Schmiedgasse 4 615909 / 270454                 | |
| BW   | Datei hochladen · Wikidata zu Frühmittelalterliches Plattengrab (Q29686787)                                                    | Frühmittelalterliches Plattengrab KGS-Nr.: 13433                                                    | B    | F   | Inzlingerstrasse / Rössligasse 616198 / 270828                   | |
| BW   | Datei hochladen · Wikidata zu Fundstelle des paläolithischen Choppers (Q29686802)                                              | Fundstelle des paläolithischen Choppers KGS-Nr.: 13434                                              | B    | F   | Obere Weid 20 616258 / 270050                                    | |
| BW   | Datei hochladen · Wikidata zu Gallorömischer Tempel (Maienbühl) (Q29686817)                                                    | Gallorömischer Tempel KGS-Nr.: 13435                                                                | B    | F   | Maienbühl 618226 / 271550                                        | |
| BW   | Datei hochladen · Wikidata zu Gräber der Glockenbecherkultur (Q29686833)                                                       | Gräber der Glockenbecherkultur KGS-Nr.: 13436                                                       | B    | F   | Hörnliallee 70 (Friedhof am Hörnli) 615158 / 268360              | |
| BW   | Datei hochladen · Wikidata zu Mittelalterliche Kirchenbauten, Gräber, Kirchenburg, Meierhof (Q29687006)                        | Mittelalterliche Kirchenbauten, Gräber, Kirchenburg, Meierhof KGS-Nr.: 13437                        | B    | F   | Kirchplatz 1 615846 / 270465                                     | |
| BW   | Datei hochladen · Wikidata zu Mittelalterlicher Siedlungsbefund (Q29687022)                                                    | Mittelalterlicher Siedlungsbefund KGS-Nr.: 13438                                                    | B    | F   | Schmiedgasse 9 615955 / 270511                                   | |
| BW   | Datei hochladen · Wikidata zu Neolithische Siedlungszone (Q29687118)                                                           | Neolithische Siedlungszone KGS-Nr.: 13439                                                           | B    | F   | Auf der Bischoffhöhe - Oberfeld 616821 / 271100                  | |
| BW   | Datei hochladen · Wikidata zu Eiszeitliche Faunenreste (Q29686520)                                                             | Eiszeitliche Faunenreste KGS-Nr.: 13442                                                             | B    | F   | Grenzacherweg / Horngrabenweg 615471 / 268090                    | |
| BW   | Datei hochladen · Wikidata zu Eiszeitliche Faunenreste (Q29686536)                                                             | Eiszeitliche Faunenreste KGS-Nr.: 13443                                                             | B    | F   | Horngrabenweg 615626 / 268165                                    | |
| BW   | Datei hochladen · Wikidata zu Eiszeitliche Faunenreste (Tränke/Hyänenfressplatz) (Q29686553)                                   | Eiszeitliche Faunenreste (Tränke/Hyänenfressplatz) KGS-Nr.: 13444                                   | B    | F   | Am Ausserberg 615745 / 268430                                    | |
| BW   | Datei hochladen · Wikidata zu Neolithische Siedlungszone (Q29687081)                                                           | Neolithische Siedlungszone KGS-Nr.: 13445                                                           | B    | F   | Chrischonaweg / Leimgrubenweg (auf dem Rücken) 617041 / 270220   | |
| BW   | Datei hochladen · Wikidata zu Neolithische Siedlungszone (Q29687136)                                                           | Neolithische Siedlungszone KGS-Nr.: 13446                                                           | B    | F   | Im Baumgarten 21 615771 / 268540                                 | |
| BW   | Datei hochladen · Wikidata zu Neolithische Siedlungszone (Q29687098)                                                           | Neolithische Siedlungszone KGS-Nr.: 13447                                                           | B    | F   | Inzlingerstrasse 51 616156 / 270900                              | |
| BW   | Datei hochladen · Wikidata zu Römerzeitliche Villa Rustica (Q29687210)                                                         | Römerzeitliche Villa Rustica KGS-Nr.: 13448                                                         | B    | F   | Flur Artelacker 616898 / 269800                                  | |
| BW   | Datei hochladen · Wikidata zu Römerzeitliche Villa Rustica (Q29687175)                                                         | Römerzeitliche Villa Rustica KGS-Nr.: 13449                                                         | B    | F   | Hörnliallee (Friedhof am Hörnli), Landauerhof 70 614901 / 268350 | |
| BW   | Datei hochladen · Wikidata zu Frühmittelalterliches Grab (Q29686753)                                                           | Frühmittelalterliches Grab KGS-Nr.: 13450                                                           | B    | F   | Bosenhaldenweg 616576 / 270738                                   | |
| BW   | Datei hochladen · Wikidata zu Grabhügel-Zone (Neolithikum-Mittelbronzezeit) (Q29686867)                                        | Grabhügel-Zone (Neolithikum-Mittelbronzezeit) KGS-Nr.: 13451                                        | B    | F   | Der Krumme Weg (im Britzigerwald) 617901 / 269480                | |
| BW   | Datei hochladen · Wikidata zu Grabhügel-Zone (prähistorisch) (Q29686885)                                                       | Grabhügel-Zone (prähistorisch) KGS-Nr.: 13452                                                       | B    | F   | Maienbühl 618077 / 271551                                        | |
| BW   | Datei hochladen · Wikidata zu Holzfunde (Schwemmhölzer) im Rheinschotter, ca. 6650-6840 ± 100 BP (alter Rheinlauf) (Q29686902) | Holzfunde (Schwemmhölzer) im Rheinschotter, ca. 6650–6840 ± 100 BP (alter Rheinlauf) KGS-Nr.: 13453 | B    | F   | Rauracherstrasse 33-35 / Niederholzstrasse 148 614630 / 268903   | |
| BW   | Datei hochladen · Wikidata zu Mutmassliches Brandgrab, 1. Jh. (Q29687053)                                                      | Mutmassliches Brandgrab, 1. Jh. KGS-Nr.: 13454                                                      | B    | F   | Höhenstrasse 25 615991 / 268970                                  | |
| BW   | Datei hochladen · Wikidata zu Neolithische Siedlungszone (Q29687067)                                                           | Neolithische Siedlungszone KGS-Nr.: 13455                                                           | B    | F   | Morystrasse 42–67 615401 / 268970                                | |
| BW   | Datei hochladen · Wikidata zu römerzeitliche Villa Rustica (Q29687192)                                                         | Römerzeitliche Villa Rustica KGS-Nr.: 13456                                                         | B    | F   | Hinterengeliweg 617401 / 270680                                  | |
| BW   | Datei hochladen · Wikidata zu Spätbronzezeitlicher Depotfund (Q29687230)                                                       | Spätbronzezeitlicher Depotfund KGS-Nr.: 13457                                                       | B    | F   | Burgstrasse 12 615754 / 270008                                   | |